# George Whitaker
George Whitaker (Walworth, Londres, 25 d'agost de 1864 – Brighton and Hove, East Sussex, 23 d'agost de 1937) va ser un tirador anglès que va competir a començaments del segle xx.
El 1908 va prendre part en els Jocs Olímpics de Londres, on guanyà la medalla de bronze en la competició de fossa olímpica per equips, mentre en la prova individual fou onzè.
El 1912, als Jocs d'Estocolm, guanyà la medalla de plata en fossa olímpica per equips i acabà en 33a posició en la prova individual.
El 1920, a Anvers, disputà els darrers Jocs Olímpics, amb una quarta posició final en la prova de fossa olímpica per equips i la dozena en la prova individual.